# Nuevo Tres Lagunas
Nuevo Tres Lagunas är en ort i Mexiko.   Den ligger i kommunen Frontera Comalapa och delstaten Chiapas, i den sydöstra delen av landet, 900 km sydost om huvudstaden Mexico City. Nuevo Tres Lagunas ligger 610 meter över havet och antalet invånare är 358.
Terrängen runt Nuevo Tres Lagunas är huvudsakligen platt, men söderut är den kuperad. Runt Nuevo Tres Lagunas är det ganska tätbefolkat, med 83 invånare per kvadratkilometer. Närmaste större samhälle är Doctor Rodulfo Figueroa, 12,3 km nordväst om Nuevo Tres Lagunas. Omgivningarna runt Nuevo Tres Lagunas är en mosaik av jordbruksmark och naturlig växtlighet.